# ユキコトコ
ユキコトコ（2月25日 - ）は、日本のシンガーソングライター。主にオートハープを利用した楽曲の作詞・作曲・演奏を行う。並行してCDなどのグッズ制作販売・オートハープの指導も行う。2019年4月29日より、コンセプトカフェ「MeCafe」のプロデューサーに就任。

## 経歴

### ライブ活動
- 2013年
  - ライブ活動スタート
- 2015年
  - 8月8日・9日　リトル・レトロ・ツアー（大阪）
  - 12月23日　第1回ワンマン「クリスマススペシャルライブ ～マッチ売りの元少女～」[2]
- 2016年
  - 3月13日　第2回ワンマン「マッチ売りの元少女・再演」
  - 11/19日・20日　2016静岡オートハープ・ギャザリング参加
- 2017年
  - 4月23日　ツーマンライブ「74弦のソネット」
  - 8月2日〜10日　イタリア演奏
  - 11月11日・12日　2017静岡オートハープ・ギャザリング参加
  - 12月13日　HAL東京にてゲスト講師
- 2018年
  - 6月22日・23日　アメリカのオートハープ大会「28th Mountain Laurel Autoharp Gathering」参加
  - 11月10日・11日　2018静岡オートハープ・ギャザリング参加
  - 12月1日　ツーマンライブ「Autoharp Joint Live」
- 2019年
  - 2月2日　第3回ワンマン「Autoharp Fantasia 夜の国のアリス」
  - 3月12日　HAL東京にてゲスト講師
  - 3月19日　HAL東京ミュージック学科ライブにゲスト出演

### その他
- 2018年12月23日
  - 西武新宿駅前ユニカビジョンにて1分間CMを1日限定で放映
- 2019年1月4日〜2月3日
  - デザインフェスタギャラリー原宿にて10分間PVを放映

### テレビ出演
- 2019年1月30日
  - 日本テレビ系列「ヒルナンデス!」出演

### ラジオ出演
- 2019年1月14日
  - 発するFM「ちゃぺのSplash beat!」出演